# Altamiro Carrilho
Altamiro Aquino Carrilho (* 21. Dezember 1924 in Santo Antônio de Pádua (Rio de Janeiro); † 15. August 2012 in Rio de Janeiro) war ein brasilianischer Komponist, Dirigent und Flötist. Er wurde 1998 mit dem Ordem do Mérito Cultural da Presidência da República in seinem Heimatland ausgezeichnet. Er gilt als Meister der von ihm bevorzugten Querflöte und als Arrangeur des traditionellen Choros. Zu Lebzeiten war er in ganz Brasilien berühmt und galt als „Legende des Choros“. Seine Tourneen führten ihn in 48 Länder. Mehr als 100 Langspielplatten zeugen von diesem Erfolg.

## Familie
Altamiro war Sohn des Zahnchirurgen Octacilio Gonçalves („Sal“) Carrilho und dessen Frau Lyra Deimo de Aquino Carrilho, der gern auch Patienten nahm, die sozial benachteiligt waren und ihn nicht bezahlen konnten. Altamiro beschrieb seinen Vater als stark und charismatisch, der ohne jegliche physische Gewalt die Erziehung seiner Kinder vollzog. Seine Mutter beschrieb er als eine fürsorgliche Person, die es schaffte, mit allen Widrigkeiten im Leben zurechtzukommen. Sie entstammte als erste Tochter einem musikalischen Elternhaus. Ihre Vornamen erhielt sie in Anlehnung an das Saiteninstrument, da ihr Vater Carlos Manso de Aquino ebenfalls eine große Leidenschaft für Musik hatte und diese selbst praktizierte. Neben ihrer stundenlangen Arbeit in einer Apotheke ermunterte Altamiros Mutter Lyra ihren Sohn gegen Abend, Musik zu machen. Sie sang viel und besorgte ihm im Alter von fünf Jahren eine Bambusflöte. Er liebte das Instrument und verbrachte seine Kindheit damit, Karnevalsmelodien zu spielen. Altamiro hatte acht Brüder, von denen ein weiterer, Álvaro Carrilho (1930–2017), ebenfalls Flötist werden sollte.

## Karriere
In den 1940er Jahren nahm er mit dieser Flöte an einem Wettbewerb im Radio teil, bei dem er mit Pixinguinhas Ohrwurm Carinhoso den ersten Platz erzielte. Noch heute (2021) gilt dieser Song als meistgespielter Titel im brasilianischen Radio. Auch er arbeitete später in der Apotheke, und sein Chef, der die Geldnöte und das Talent des Jungen erkannt hatte, kaufte ihm auf Vorschuss zu seinem Lohn eine richtige Flöte. Dessen Freund, der Musiker Joaquim José Fernandes, war ebenfalls von ihm überzeugt und gab ihm zusammen mit seinem eigenen Sohn kostenlos Unterricht, um ihm ein Musikstudium zu ermöglichen. Bei einem Auftritt im Fernsehstudio mit Ari Barroso beeindruckte er das Publikum mit seiner versierten Spielweise, die er trotz eines Defekts an seinem Instrument bravourös meisterte.
Dieser Fernsehauftritt machte sich für Altamiro bezahlt. Direkt daran anknüpfend wurde er von Mario Santiago (* 1928) angesprochen, der ihn einlud, in seiner Gruppe zu spielen. Dies hatte nicht nur erhebliche finanzielle Vorteile, sondern eröffnete auch die Möglichkeit, mit bekannten Musikern wie Rogério Guimarães und Benedito Lacerda zusammenzuarbeiten. Kurz darauf gründete Carrilho seine eigene Gruppe und ersetzte schließlich Benedito Lacerda bei verschiedenen Aufnahmen, als dieser erkrankte. Die Anekdote beleuchtet Carrilhos Erfahrungen und die Auswirkungen von Zufallsbegegnungen auf seine musikalische Karriere.
In der Folge arbeitete Altamiro Carrilho tatsächlich mit namhaften brasilianischen Musikern des Choros zusammen, an erster Stelle mit Pixinguinha, dessen Hit sein erster öffentlicher Schritt in die Musikkarriere gewesen war. Carrilho würdigte diesen Ausnahmemusiker als einfachen und bescheidenen Menschen, den er bis zu seinem Lebensende musikalisch begleiten durfte. Als „launenhaftig“ beschrieb Carrilho seinen Freund und Musikerkollegen Luiz Americano, der Meister auf Klarinette und Saxophon sowie ein großartiger Komponist gewesen sei.
Auch sein Bruder Álvaro Carrilho sowie dessen Sohn Maurício Carrilho (* 1957) waren bekannte Populärmusiker Brasiliens.
Noites Cariocas von 1980, eines der besten Choro-Alben mit Altamiro Carrilho, Flöte, Chiquinho, Akkordeon, Joel Nascimento, Mandoline, Paulinho da Viola, Cavaquinho, Paulo Moura, Klarinette, Paulo Sörgio Santos, Klarinette und Saxophon, enthielt 17 Standards, die teilweise in den 1980er und 1990er Jahren gecovert wurden von Laurindo Almeida, Charlie Byrd, Paulo Moura, Raphael Rabello (1962–1995), Richard Stoltzman und anderen.